# Химерні білки
Химерні білки — білки, створені при злитті двох або більше генів, 
які спочатку кодували окремі білки. При трансляції такого гену утворюється єдиний поліпептид з властивостями, отриманими від кожного з оригінальних білків. Рекомбінантні химерні білки можуть бути створені методами генної інженерії для використання в біологічних дослідженнях (наприклад, для створення репортерів) або терапії. Химерні білки також утворюють природно в результаті мутацій, зазвичай хромосомних транслокацій, створючи нові білки. Утворення цих білків важливо як для збільшення різноманітності функцій білків організму, так і для розвитку раку, де вони можуть функціонувати як онкопротеїни. Відомим прикладом онкогенного химерного білка є bcr-abl, що викликає хронічну мієлогенну лейкемію. Ще одним прикладом химерного білка є алефасепт